# Nashville 420 1974
Nashville 420 1974 var ett stockcarlopp ingående i Nascar Winston Cup Series (nuvarande Nascar Cup Series) som kördes 20 juli 1974 på den 0,596 mile (959,170 meter) långa ovalbanan Nashville Speedway i Nashville i Tennessee. Totalt avverkades 250.320 miles (402.851 km) fördelat på 420 varv. Banunderlaget var asfalt. Loppet vanns av Cale Yarborough i en Chevrolet på tiden 3:10.40 körande för Junior Johnson & Associates. Yarboroughs snitthastighet var 76,368 mph. Prispotten uppgick till 40 260 dollar, varav 8 025 dollar gick till segraren.

## Resultat
| Plc     | Nr | Förare                | Team/ bilägare              | Konstruktör | Start | Varv | Ledda varv |
| ------- | -- | --------------------- | --------------------------- | ----------- | ----- | ---- | ---------- |
| 1       | 11 | Cale Yarborough       | Junior Johnson & Associates | Chevrolet   | 2     | 420  | 134        |
| 2       | 12 | Bobby Allison         | Bobby Allison Motorsports   | Chevrolet   | 11    | 420  | 63         |
| 3       | 95 | Darrell Waltrip       | DarWal Inc.                 | Chevrolet   | 1     | 416  | 16         |
| 4       | 05 | David Sisco           | Sisco Racing                | Chevrolet   | 6     | 416  | 2          |
| 5       | 68 | Alton Jones           | Butch Hawkersmith           | Chevrolet   | 17    | 415  | 0          |
| 6       | 90 | Charlie Glotzbach     | Donlavey Racing             | Ford        | 5     | 415  | 23         |
| 7       | 72 | Benny Parsons         | DeWitt Racing               | Chevrolet   | 8     | 413  | 0          |
| 8       | 52 | Earl Ross             | Junior Johnson & Associates | Chevrolet   | 13    | 413  | 0          |
| 9       | 67 | Buddy Arrington       | Arrington Racing            | Plymouth    | 19    | 404  | 0          |
| 10      | 98 | Richie Panch          | Panch Racing                | Chevrolet   | 15    | 402  | 0          |
| 11      | 9  | Tony Bettenhausen Jr. | Gordon Van Liew             | Chevrolet   | 23    | 376  | 0          |
| 12      | 40 | D.K. Ulrich           | Ulrich                      | Chevrolet   | 27    | 369  | 0          |
| 13      | 43 | Richard Petty         | Petty Enterprises           | Plymouth    | 3     | 353  | 182        |
| 14      | 7  | Henley Gray           | Gray Racing                 | Chevrolet   | 21    | 332  | 0          |
| 15      | 19 | Dean Dalton           | Dalton Racing               | Chevrolet   | 12    | 307  | 0          |
| 16      | 75 | Ernie Shaw            | Hawks Enterprises           | Chevrolet   | 30    | 304  | 0          |
| 17      | 86 | Bobby Ore             | Ore Racing                  | Chevrolet   | 28    | 297  | 0          |
| 18      | 64 | Elmo Langley          | Langley-Woodfield Racing    | Ford        | 25    | 243  | 0          |
| 19      | 51 | Dub Simpson           | Strong Racing               | Chevrolet   | 24    | 157  | 0          |
| 20      | 24 | Cecil Gordon          | Gordon Racing               | Chevrolet   | 10    | 109  | 0          |
| 21      | 2  | Dave Marcis           | Marcis Auto Racing          | Dodge       | 18    | 75   | 0          |
| 22      | 48 | James Hylton          | Hylton Engineering          | Chevrolet   | 16    | 74   | 0          |
| 23      | 96 | Richard Childress     | Garn Racing                 | Chevrolet   | 14    | 55   | 0          |
| 24      | 25 | Roy Mayne             | Robertson Racing            | Dodge       | 26    | 43   | 0          |
| 25      | 15 | Buddy Baker           | Bud Moore Engineering       | Ford        | 4     | 41   | 0          |
| 26      | 30 | Walter Ballard        | Ballard Racing              | Chevrolet   | 20    | 40   | 0          |
| 27      | 70 | J.D. McDuffie         | McDuffie Racing             | Chevrolet   | 9     | 37   | 0          |
| 28      | 14 | Coo Coo Marlin        | Cunningham-Kelley           | Chevrolet   | 7     | 26   | 0          |
| 29      | 8  | Ed Negre              | Negre Racing                | Dodge       | 29    | 26   | 0          |
| 30      | 79 | Frank Warren          | Warren Racing               | Dodge       | 22    | 17   | 0          |
| Källor: |    |                       |                             |             |       |      |            |